# Hynek Vicena
Hynek Vicena (17. září 1819 Ústí nad Orlicí – 31. července 1911 Velvary
) byl český divadelní herec, režisér a ředitel, významná postava rozvoje českého divadla. Od roku 1853 působil mimo jiné jako herec v souboru vedeném Filipem Zöllnerem a Josefem Kajetánem Tylem. Krátce také vedl vlastní divadelní společnost.

## Život

### Mládí
Narodil se v domě č. 29 v Kostelní ulici v Ústi nad Orlicí. Vyučil se zde tkalcem. Po návštěvě divadelní společnosti v Ústí se nadchl pro divadlo a spoluzaložil zde roku 1836 první ochotnický soubor ve městě. Představení byla uváděna ve zdejším hostinci. Vicena se roku 1845 oženil s Pavlou Novákovou, pocházející se soukenické rodiny, která se rovněž věnovala ochotnickému divadlu

### Prokopova společnost
Roku 1849 se po doporučení stal Vicena členem nově založeného českého souboru První divadelní společnost česká pro venkov, někdy nazývaná také Národní divadlo pro venkov Josefa Aloise Prokopa kočujícího po Čechách a Moravě. Žádné takové uskupení v Rakouském císařství neexistovalo, drtivá většina divadelního života v Čechách byla soustředěna v Praze, kde beztak převažovala německá produkce. Aktivita spolku měla rovněž podnítit činnost nových českých hereckých uskupení a také příprava českého divadelního publika pro budoucí vznik kamenné budovy a stálého souboru Národního divadla. Vznik společnosti umožnily politické změny po roce 1848 a vznik první rakouské ústavy. Vicena patřil k jedněm z mála v souboru, kteří nepocházeli z Prahy.
První představení společnost sehrála 17. listopadu 1849 v Chrudimi, následně přechodně pobývala a hrála také v Litomyšli, Jaroměři, Novém Městě nad Metují, Netolicích a několika dalších sídlech ve východních, středních a jižních Čechách, nebo též roku 1852 v etnicky většinově německém Brně. Ve svých počátcích čítala na 20 herců, s postupným úpadkem společnosti se jejich počet snižoval. Členy souboru byli kromě Prokopa a Viceny také například Josef Jelínek, Jiljí Krämer, Antonín Mušek, Josef Karel Chramosta, František Pokorný, režijně byl angažován František Josef Čížek. Společnost zde odehrála řadu repríz inscenací dramat od J. K. Tyla, dále od Václava Klimenta Klicpery, Jana Nepomuka Štěpánka (včetně jeho překladů dramat), ale též například Friedricha Schillera. Rovněž hrála též loutková představení lehčích žánrů.

### Zöllnerova společnost
Roku 1853 se přidal k Herecké společnosti Filipa Zöllnera vedené dramatikem Josefem Kajetánem Tylem a Josefem Štanderou. která se ze Stavovského divadla vyčlenila a začala naplno kočovat, hlavně s českým repertoárem. Finančně ji zajistil herec a režisér Filip Zöllner, Tyl vykonával funkci uměleckého vedoucího, Štandera zajišťoval technické a finanční vedení souboru. Členy hereckého souboru byli kromě Chramosty, Zöllnera, Tyla a Štandery (v epizodních rolích) například Magdalena Forchheimová, František Krumlovský, Anna Forchheimová-Rajská, E. Rott, Antonín Mušek, Josef Emil Kramuele, František Pokorný, později V. Svoboda, jako velmi mladý v zde působil též F. F. Šamberk, pozdější úspěšný dramatik. Roku 1853 nechal Zöllner pro svou společnost vystavět mohutnou dřevěnou divadelní arénu na Střelnici v Hradci Králové pro několik set diváků. Dramaturgie repertoáru byla orientována primárně na početné česky mluvící publikum ve městě.
Společnost odehrála řadu repríz inscenací dramat od dramaturga společnosti Tyla, dále Václava Klimenta Klicpery, Jana Nepomuka Štěpánka, F. B. Mikovce, Rodericha Benedixe, ale též například Friedricha Schillera. Soubor začal jako jeden z prvních nabízet profesionální představení v češtině a slavil velké komerční úspěchy. Výjimečně hrál představení také v němčině. Vyjížděl na až dvouměsíční turné, především ve východních, středních a jižních Čechách. V letech 1853 až 1856 hostoval postupně v Hradci Králové, Kutné Hoře, Mladé Boleslavi, Pardubicích, Čáslavi, Jičíně, Turnově, Hořicích, Chrudimi, Litomyšli, Mnichově Hradišti, Německém Brodě, Jindřichově Hradci, Českých Budějovicích, Třeboni, Vodňanech, Strakonicích, Příbrami a v Měšťanském divadle v Plzni. Během plzeňského hostování zde zemřel 11. července 1856 Josef Kajetán Tyl, klíčový člen souboru. Zöllner se ujal uměleckého a režijního vedení souboru osobně, ale především z důvodu nedostatečné znalosti češtiny byl za výsledky své práce kritizován a soubor dlouhodobě ztrácel uměleckou úroveň.
Vicena roku 1859 od společnosti odešel a začal působit v kočovném divadle Josefa Jana Stránského-Šemerera. Následně roku 1869 založil vlastní divadelní společnost, první představení odehrála v Ústí nad Orlicí. Po několika neúspěšných letech pak však roku 1872 ukončila svou činnost. Vicena se pak s manželkou přestěhoval k rodině své dcery Marie, provdané Nejedlé, do Velvar severně od Prahy. Zde se Vicena zapojil do společenského života a také do organizace místního ochotnického spolku.
Roku 1896 byl slavnostně, na Vicenovu počest, přejmenován orlickústecký ochotnický soubor na Divadelní spolek Vicena.

### Úmrtí
Hynek Vicena zemřel 31. července 1911 ve věku 91 let.